# Guiengola
Guiengola és un jaciment arqueològic de la civilització zapoteca, que es troba a uns 14 km al nord-oest de Tehuantepec, i a 243 km al sud-est d'Oaxaca sobre la carretera federal 190. Les ruïnes visibles es troben entre el riu i el pujol, tots dos de nom Guiengola, que significa ‘pedra gran’ en l'idioma zapoteca.
Hi ha dues tombes principals que s'han excavat, i ambdues semblen llocs d'enterrament familiar intermitents: tenen cambres frontals per a ídols religiosos, mentre que les cambres posteriors són per a l'enterrament de persones importants.
Les ruïnes tenen muralles, cases, pistes de joc de pilota, altres tombes i un gran "Palau" amb restes d'estanys artificials i terrasses. Al centre n'hi ha dues places, una més baixa que l'altra, i dues piràmides, una a l'est i l'altra a l'oest.

## Antecedents
Els zapoteques es van situar a la zona sud de l'estat d'Oaxaca, en una zona geogràfica que comprén valls temperades i costa. Aquesta civilització arribà a la màxima esplendor entre els anys 200 abans de la nostra era i el 750, deixant plasmada la seua grandesa en els seus monuments, tot i que el seu origen es troba encara imprecís, malgrat les nombroses hipòtesis i llegendes formulades sobre aquest tema. La decadència en comença entre els anys 750 i 1200, amb la dominació dels mixteques.
La Vall d'Oaxaca, bressol de la civilització zapoteca, és una ampla vall al nord-est de l'estat d'Oaxaca, envoltada de muntanyes, amb la Serra Mare Oriental al nord i les de Tlacolula al sud-est. L'entorn de la zona és adequat per a l'agricultura, sobretot per al conreu de dacsa, i adequat per a assentaments humans. Durant el període del naixement de la cultura zapoteca, el pis de la vall no s'havia erosionat, perquè hi havia un bosc de roures i pins intacte. El clima i la temperatura eren idonis per a la sembra de dacsa, i se'n podien tenir diverses collites a l'any. L'alt potencial agrícola de la vall va contribuir a convertir aquesta àrea en el bressol de les primeres societats complexes de la regió.

### Primeres recerques
La primera recerca científica de Guiengola la va fer Eduard Seler el 1892; altres estudis posteriors els feu Aureliano Estrada el 1896. David Andrés Peterson n'ha fet recerques en la dècada dels 1970, tot i que s'hi requereixen més excavacions i recerques.

### El nom
Guiengola vol dir, en llengua zapoteca de l'Istme, ‘pedra gran’. Prové de guie ‘pedra’ i ngola ‘gran’ o ‘vell’. També se'l coneix com Danyroó ‘turó gran’ o ‘antic’.
Els zapoteques de l'Istme s'autodenominen binni záa, que significa ‘gent que ve dels núvols'. L'origen de la denominació "zapoteca" és el nom en nàhuatl que els conqueridors asteques donaren a aquest poble: tzapotēcah (en singular tzapotēcatl), que significa ‘habitants del país del zapote’ (Diospyros nigra).

### La cultura zapoteca
Aquesta civilització nadiua va florir a la Vall d'Oaxaca, al sud de Mesoamèrica. Hi ha evidència arqueològica amb indicis de la cultura de fa si més no 2.500 anys: a l'antiga ciutat de Monte Albán en edificis, pistes de joc de pilota, tombes magnificents i ofrenes funeràries, incloent-hi joieria fina d'or. Monte Albán fou una de les principals ciutats de Mesoamèrica, que va dominar la major part de l'actual estat d'Oaxaca.
Els zapoteques començaren una expansió durant la Fase 1 tardana de Monte Albán (400 abans de la nostra era-100 ae) i durant la Fase 2 (100 ae-200). Alguns governants zapoteques van començar a prendre control de províncies fora de la Vall d'Oaxaca, des d'aproximadament el 200 ae fins al 100, perquè cap de les províncies no podia pas competir amb ells, políticament ni militar.
Les relacions amb les cultures del centre de Mèxic existien des de molt de temps enrere, així ho testifiquen les ruïnes arqueològiques del barri zapoteca de Teotihuacán i una casa d'estil Teotihuacán a Monte Albán. Altres indrets importants en són Lambityeco, Dainzú, Mitla, Yagul, San José Mogote, El Palmillo i Zaachila.
A Tenochtitlán vivien artesans zapoteques i mixteques, el treball dels quals era elaborar joieria per als tlatoque o emperadors asteques; entre ells el tlatoani Moctezuma II.
Els còdexs mixtecozapoteques permeten conéixer la vida i costums de la regió. Aquests documents foren escrits en jeroglífics i sobre pell de cérvol i els pintaren amb gran colorit. A més a més, n'hi ha inscripcions epigràfiques datades d'entre el 400 ae i el 900.
A Mitla, un altre jaciment amb testimonis d'aquest poble, subsisteixen pintures murals plasmades sobre fons roig que representen àguiles, els déus nocturns i Cocijo. A Hierve el Agua, els zapoteques van crear un sistema de rec artificial únic a Mesoamèrica.

### Llengua zapoteca
El zapoteca (díidxa záa (Juchitán), tiits së (Santa Catarina Quioquitani, per exemple) és una macrolengua integrada per diferents llengües zapoteques, parlades per un total de 777.000 persones a Oaxaca i altres llocs. Forma part amb l'idioma chatino d'un grup lingüístic que pertany al tronc otomang de llengües mesoamericanes, juntament amb la llengua mixteca, mazateca i popoloca, entre d'altres.
Les llengües zapoteques són vives sobretot a l'estat d'Oaxaca i a la regió sud-est de l'estat de Veracruz, al sud de Mèxic.
És una llengua tonal. L'ordre de la frase més freqüent és: verb—subjecte—objecte (VSO). Per ser tonal, el significat de la paraula sovint el determina l'entonació. Els tons són essencials per a entendre el significat dels mots. L'idioma zapoteca té diferents tonemes; en alguns n'hi ha quatre: alt, baix, ascendent i descendent; en alguns n'hi ha tres: alt, baix i ascendent.

### Escriptura
Els zapoteques crearen un calendari i un sistema logo fonètic d'escriptura que feia servir un caràcter individual per a reproduir cada síl·laba de la llengua. Aquest sistema es considera un de diferents candidats a ser el primer sistema d'escriptura mesoamericà i predecessor de sistemes desenvolupats per les civilitzacions maia, mixteca i asteca.
Actualment hi ha un debat sobre si els símbols olmeques, del 650 abans de la nostra era, són realment una forma d'escriptura antecessora de l'escriptura zapoteca més antiga, datada del 500 ae.
En uns monuments de Monte Albán els arqueòlegs han trobat extensos textos en escriptura de glifs. Alguns glifs poden ser reconeguts com a informació de calendari, però els glifs en si romanen sense desxifrar. Es lligen en columnes de dalt a avall, i la factura n'és més basta que la dels maies del període clàssic tardà, per la qual cosa hi ha epigrafistes que pensen que els escrits també eren menys fonètics que l'escriptura maia sil·làbica.
El monument zapoteca més antic conegut és la pedra del "Dansaire", oficialment conegut com a Monument 3. Aquesta pedra aparegué a San José Mogote, Oaxaca. Té un gravat del que sembla ser un presoner ensangonat mort, amb dos glifs entre les seues cames, probablement el seu nom. Es datà d'entre 500–600 ae, i fou considerada l'escriptura més primerenca de Mesoamèrica. Hi ha dubtes, però, sobre aquesta data, ja que el monument va poder haver estat reutilitzat. L'escriptura zapoteca deixà d'utilitzar-se en el període Clàssic tardà.

### Calendari
- Yza: tenia 365 dies agrupats en 18 mesos. Emprat per a les collites, s'organitzava en 18 mesos de 20 dies cadascú, i al final tenia un període de cinc dies.
- Piye: tenia 260 dies repartits en 13 mesos. Emprat per a posar-li nom als nounats, es dividia en mesos de 20 dies.

El registre i mesurament del temps i l'observació dels cicles astronòmics ho feren els zapoteques des d'èpoques primerenques.

### Religió
Eren politeistes, això vol dir que tenien diferents déus. El déu principal se'n deia Xipe Totec i se'l coneixia per tres noms:
- Totec: és el déu major, el regent.
- Xipe: és el déu creador, aquell que va fer tot com és ara.
- Tlatlauhaqui: és el déu astre, el Sol.

Uns altres déus principals eren:
- Cocijo: déu del tro i de la pluja.
- Pitao Cozobi: dacsa tendra.

- Coqui Xee: El no creat.
- Coqui Bezelao: déu dels morts.
- Pitao Cozana: déu dels avantpassats.
- Quetzalcoatl: Vent.
- Xonaxi Quecuya: Terratrèmols.

També tenien algunes supersticions, com el "nahualisme", que consistia en el fet que en la nit corresponent al dia del naixement d'un nadó es posaven cendres al voltant de la barraca on vivia el nounat i l'endemà la petjada, o petjades, de l'animal que es trobàs marcada, per haver passat per allí, determinava quin seria el nagual (tòtem) del nadó: aquell animal que el representa i li dona la seua personalitat.
Una altra creença, denominada tona, consistia que els bruixots aprofitaven el seu nagual i es convertien en el seu animal per a fer malifetes a la nit.

## El jaciment

Mapa mostrant l'expansió de l'Imperi asteca amb les zones conquistades pels tlatoanis asteques: Itzcóatl (1427-1440)
Moctezuma II (1502-1519) I (1440-1469)
Axayácatl (1469-1481)
Tízoc (1481-1486)
Ahuízotl (1486-1502)
Moctezuma II (1502-1519)

La ciutat fou construïda en el període postclàssic mesoamericà (1350 -1521). Era una fortalesa zapoteca contra els asteques, que mai no van poder conquistar-la.
Els mexiques de Tenochtitlan cercaven tributs, control i accés debades a les rutes comercials del Soconusco i Guatemala.
El rei Cosijoeza i els seus aliats, els mixteques, resistiren els atacs comandats pel tlatoani Ahuizotl (1486-1502) dels asteques.
L'emperador zapoteca Cocijoeza defensà la seua ciutat amb èxit contra els mexiques, i acabaren les hostilitats amb el seu matrimoni amb una de les filles d'Ahuizotl.
Coyolicatzin (Carn de cotó o carn blanca, en nàhuatl), filla d'Ahuizotl, tingué un fill d'aquest matrimoni, Cosijopí Sicasibí, que fou el darrer rei zapoteca. Fou batejat com Juan Cortès pels ocupants espanyols, que més tard el van jutjar, per la Inquisició, amb càrrecs d'idolatria.(6)
Quan va ser abandonada pels zapoteques, després de la conquesta dels ocupants espanyols, l'indret fou abandonat i van deixar les ruïnes com estaven.(1)
Per la seua ubicació, forma i sistema de construcció, es pensa que Guiengola fou una fortificació des d'on els zapoteques vigilaven i es van defensar dels atacs de grups hostils. També és probable que fos un centre administratiu de l'Istme zapoteca.

### Estructures
Guiengola és un centre cerimonial damunt una superfície plana artificial de 150 x 200 m, construïda entre dos turons rocosos. L'accés originari es feia des del nord a través d'una estreta vall. Seler descriu la ciutat com una fortalesa. La superfície plana és irregular, amb tres edificis: la piràmide de l'oest, la de l'est, una pista de joc de pilota al sud i una estructura residencial palatina.
El centre conté dues places ara enfonsades, una més alta que l'altra.(6)
Totes les estructures es construïren amb lloses de pedra extretes de l'àrea, unides amb morter i acabades amb estuc.(6)

### Piràmide de l'est

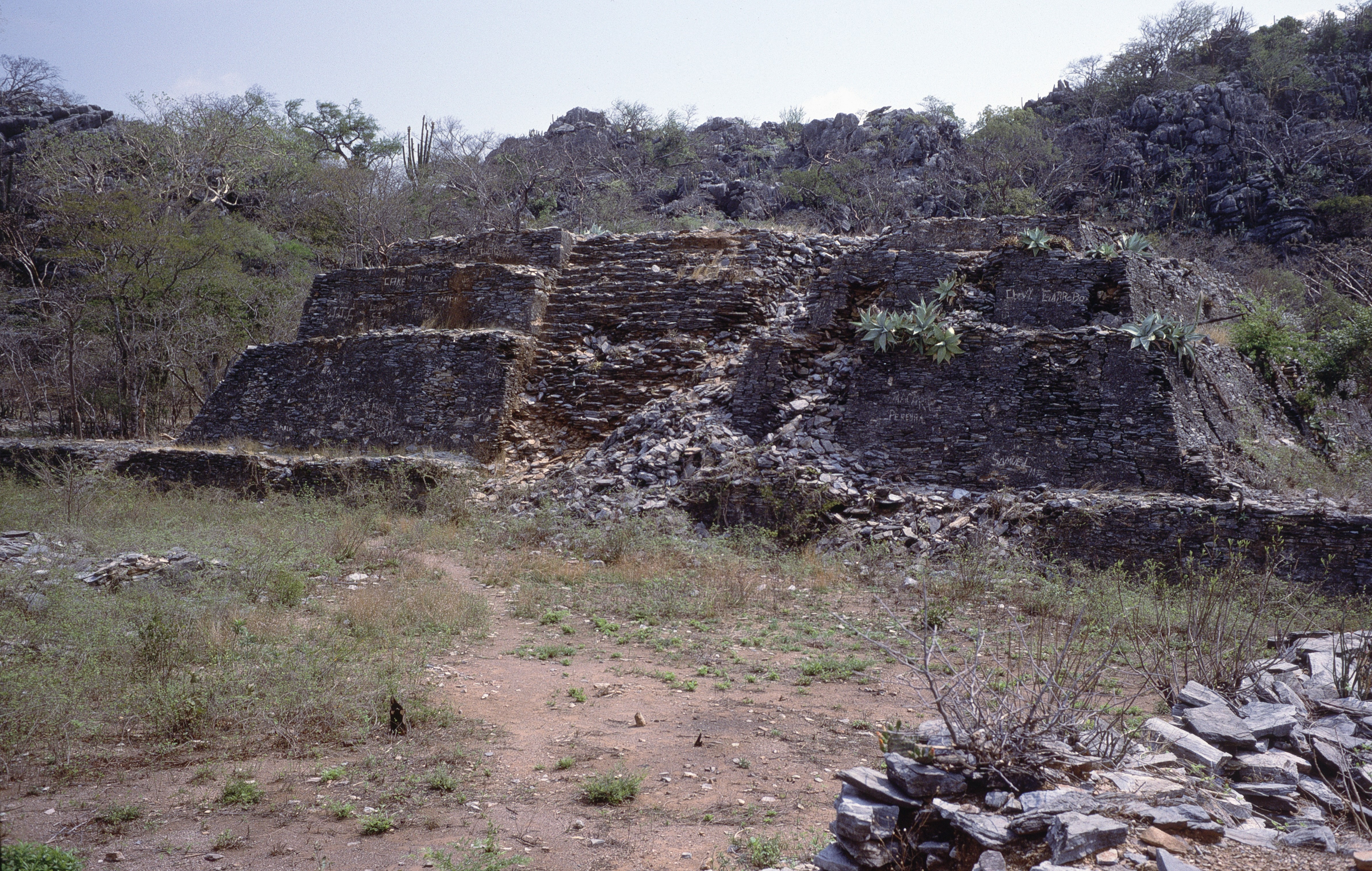
Piràmide del costat est

L'edifici de la piràmide oriental era l'estructura més important: lleument encastada, amb 30 x 40 m, fou construïda sobre una piràmide antiga. El perímetre de la plaça, el forma un mur de dos metres d'amplada i 60 cm d'alçada. Té una escala àmplia a l'oest. Unes escales grans i petites comuniquen els diferents nivells. La piràmide oriental es compon de tres cossos; i al costat oest té una escala de vuit metres que duu a la part de dalt; l'escala està incrustada en l'edifici. A més a més, també hi ha dues escales estretes en tots dos costats.
El santuari podria haver estat una construcció en la piràmide prop de la paret oriental, la superfície sencera de la qual tenia estuc. És enfront de la Plaça enfonsada i al centre hi ha un altar redó. Les piràmides eren probablement temples, en què els sacerdots celebraven ritus i cerimònies a les deïtats; els altars eren llocs on es posaven ofrenes i la gent es reunia a les places.(6)

### Piràmide de l'oest

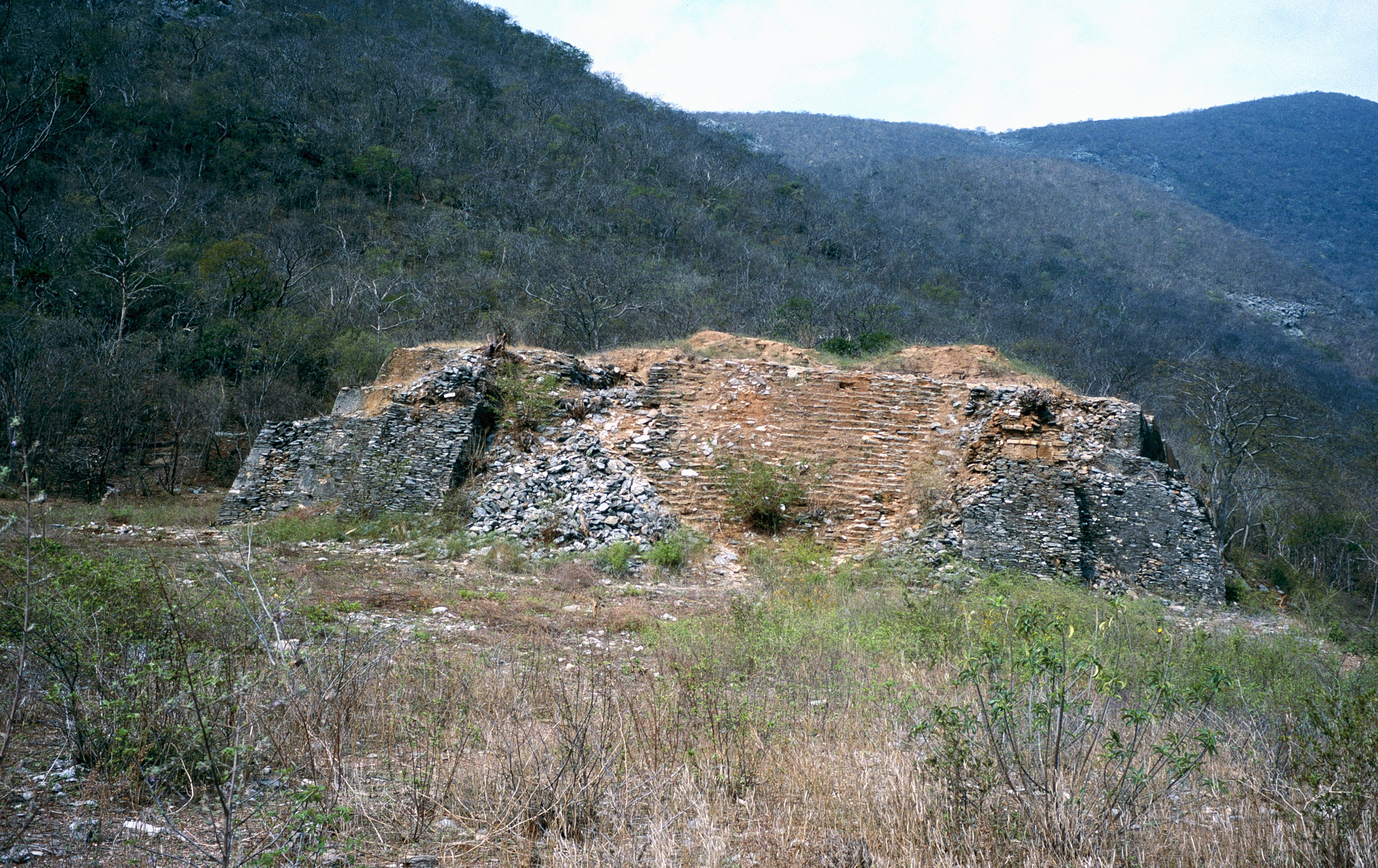
Piràmide del costat oest

Es compon de tres cossos; pel costat oest té una escala encastada de vuit metres cap a la part de dalt; al nivell superior hi ha restes d'un edifici de tova; rere hi ha altres cambres, cadascuna fa quasi 13 metres.

### El Palau

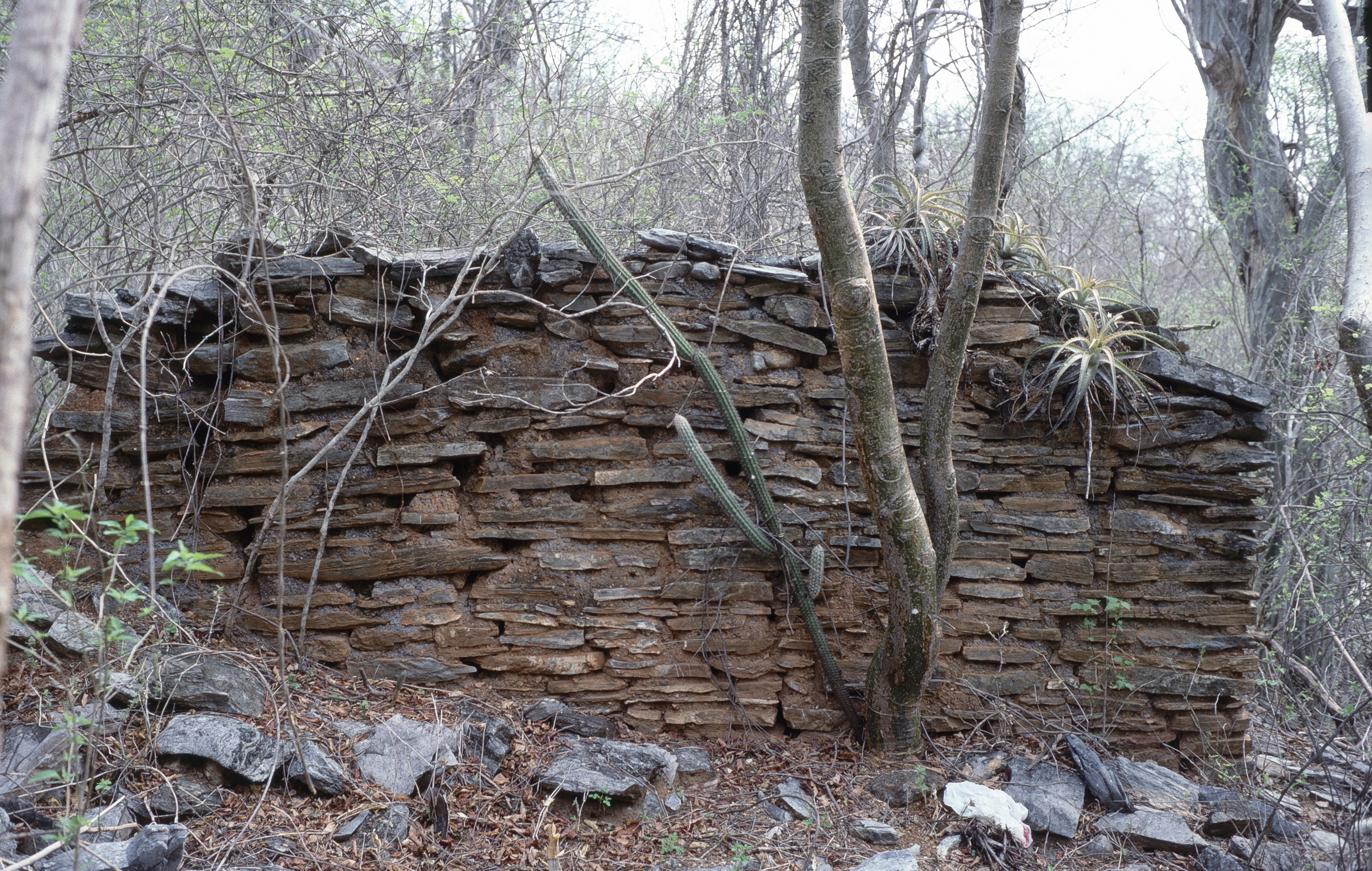
Murs prop de l'àrea del Palau

El Palau o conjunt residencial es troba al costat oriental. Es feren diverses cambres sobre terrasses inclinades, algunes amb columnes circulars. Hi ha patis amb escales per a comunicar-se entre si. Conté un mirador de forma redona, construït sobre una roca natural, des d'on es pot veure una gran part del territori de l'Istme.(6)
Està situat a uns 200 m al sud-est del centre cerimonial i devia ser la residència del rei Cocijoeza. Consistia en 64 cambres i altres estructures construïdes en una superfície d'11.000 m², fortament custodiades pel terreny rocós i disposades de manera irregular. L'únic accés hi és des del sud. Hi ha moltes escales, grans i petites, necessàries a causa de les moltes diferències d'elevació de l'indret. Un pati petit i irregular (pati 11), situat al centre del conjunt, amb accés limitat (per una estreta escala al sud), es considera la zona de residència reial. Es tracta d'un temple amb tres espais diferenciats consecutius, amb portes típiques amb dues columnes redones.

### Pista de joc de pilota

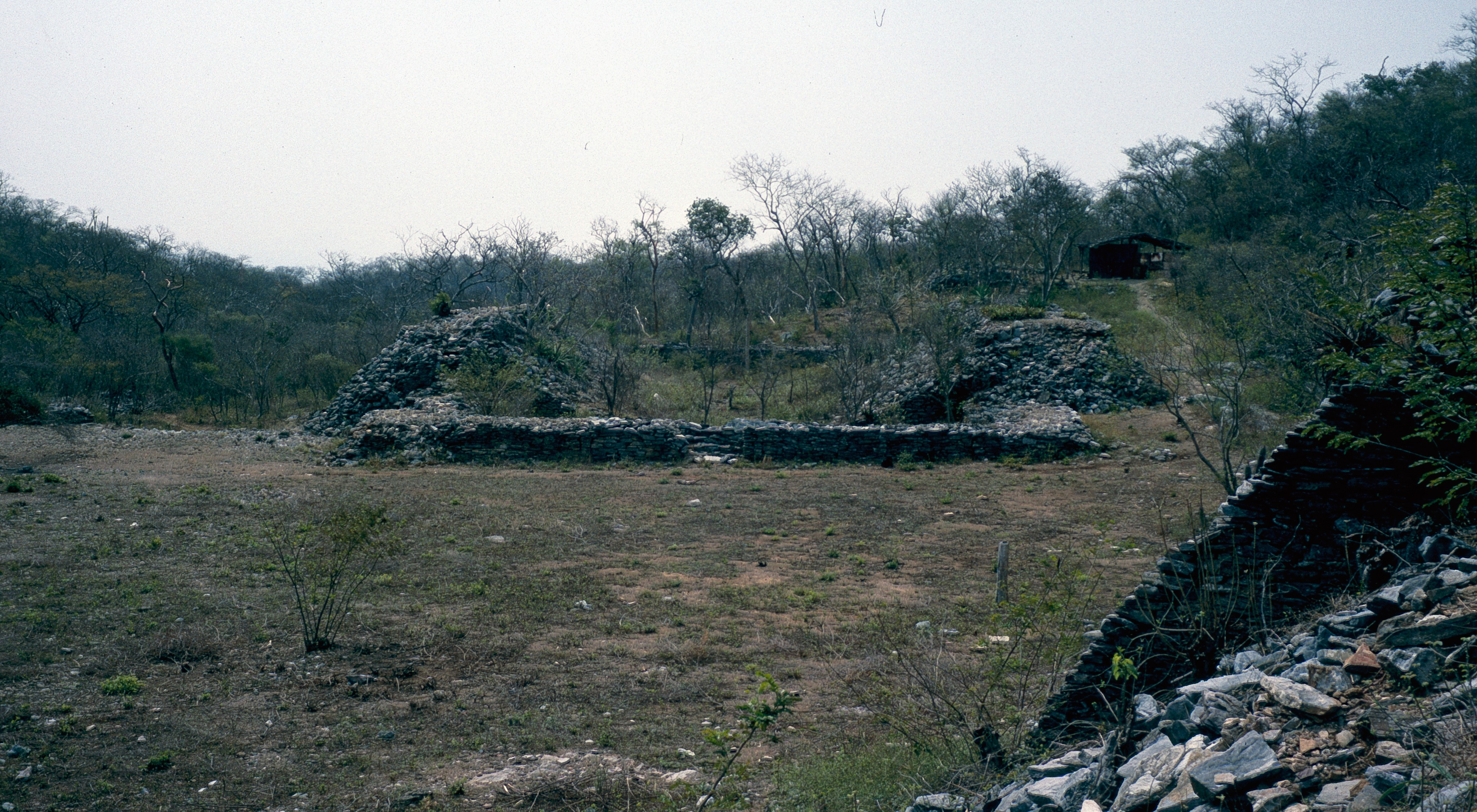
Pista de joc de pilota

La pista de joc de pilota és a l'est de la plaça principal, a la banda esquerra hi ha altres estructures, dues amb forma circular, de les quals han suggerit alguns investigadors que serien observatoris astronòmics. Les cambres circulars disposen d'entrades des d'on podien veure algunes estreles importants amb la intenció de mesurar el temps.
La pista té la forma típica del Postclàssic: rectangular i envoltada per una muralla. Des del nord, té dos petits esglaons cap a la pista.

### Mirador

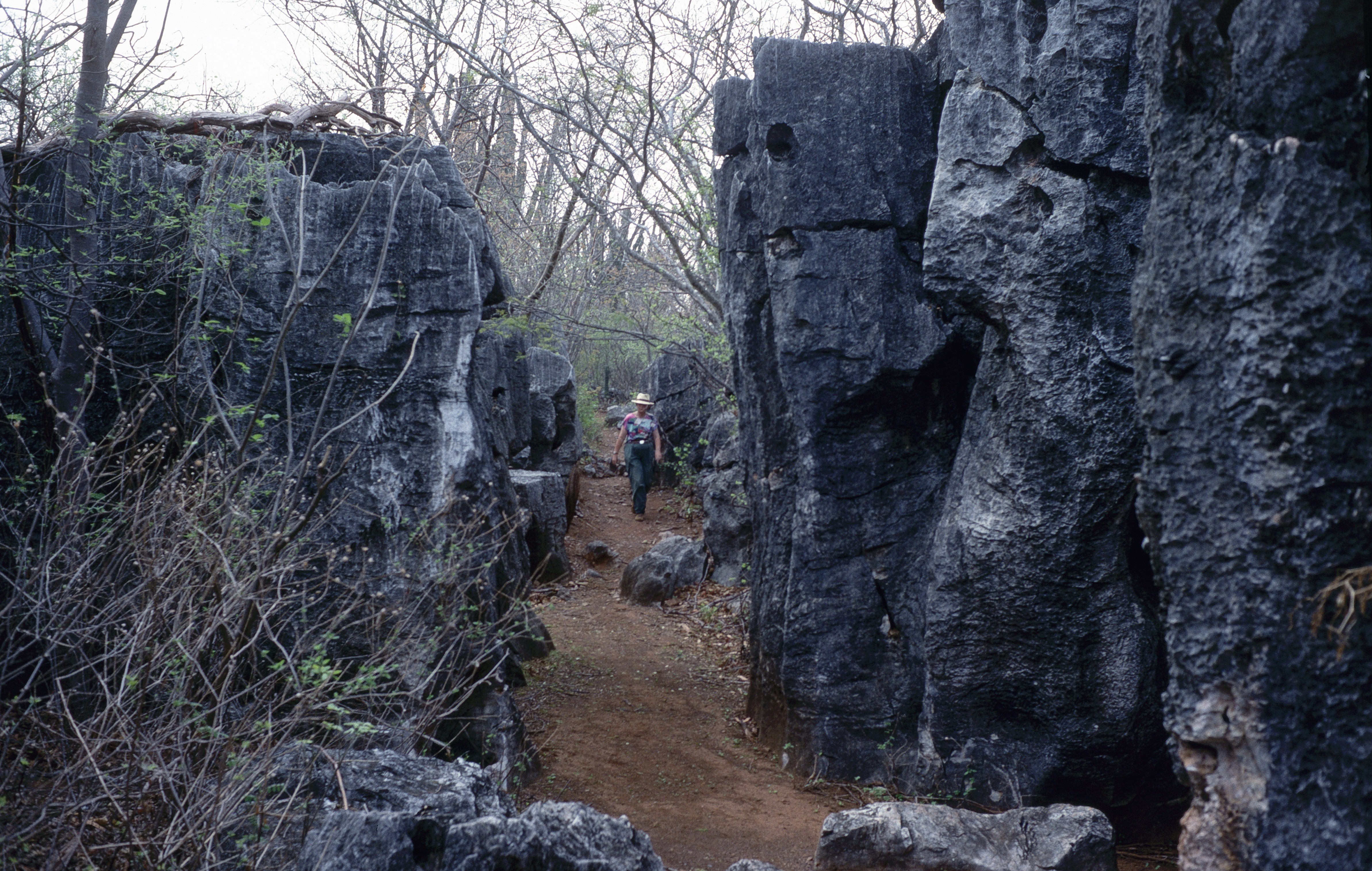
Accés modern per una barrera rocosa

La barrera rocosa tenia un valor excepcional com a mirador, un punt d'observació que fou erigit sobre una roca redona al costat oriental del conjunt del Palau, amb una gran vista panoràmica de la vall.
Uns monticles o promontoris s'han qualificat d'observatoris. Des d'allí es pot observar qualsevol moviment a la conca del riu i té una visió quasi completa de la zona cerimonial. En els dies clars, des d'allí es pot veure el Pacífic.

### Tombes
Dues tombes ja havien estat saquejades al segle xix. La primera és al costat de la paret perimetral del pati de la piràmide oriental. L'accés des de l'oest duu a una àmplia cambra funerària de nou metres de llarg i dos d'ample, amb dues cambres laterals menudes. La segona tomba se situa davall un petit temple amb una columna en l'àrea del Palau. La tomba és més reduïda i té tres cambres paral·leles. D'acord amb informació colonial, la gran cambra era un santuari, mentre que les cambres laterals es van reutilitzar.
A l'extrem nord de la vall, al cantó nord-oest de la Plaça enfonsada, hi ha tombes de tipus cruciforme; es considera un cementeri, per la gran quantitat de tombes. En quasi tots els costats del pujol hi ha coves, i en alguns casos els accessos estan bloquejats.

### Coves
Per la proximitat a la zona cerimonial, es creu que una de les coves que és en la base de les roques de gran grandària, amb estalactites i estalagmites, era una àrea cerimonial. Potser que les coves hagen contingut pintures rupestres, però els seus vestigis mostren una destrucció pràcticament total. Hi ha diverses llegendes emocionants sobre aquestes coves.